# Brett Holman
Pour les articles homonymes, voir Holman.
Brett Holman, né le 27 mars 1984 à Bankstown, est un footballeur international australien. Il évolue au poste de milieu offensif, et est actuellement sans club.

## Biographie
Il fait partie des 23 joueurs australiens sélectionnés pour participer à la coupe du monde 2010. L'Australie est éliminée en phase de poules mais cela n'empêche pas Holman de briller en inscrivant deux buts durant la compétition face au Ghana et à la Serbie.
Le 1er juillet 2012, il rejoint Aston Villa, libre depuis la fin de son contrat le liant à l'AZ Alkmaar.

## Buts internationaux
| Buts internationaux de Brett Holman | Buts internationaux de Brett Holman | Buts internationaux de Brett Holman | Buts internationaux de Brett Holman | Buts internationaux de Brett Holman | Buts internationaux de Brett Holman | Buts internationaux de Brett Holman | Buts internationaux de Brett Holman | Buts internationaux de Brett Holman | Buts internationaux de Brett Holman |
| 00                                  | Date | Lieu | Compétition | Résultat | Adversaire | Détail | Détail | Détail | Sél. |
| ----------------------------------- | --- | --- | --- | --- | --- | --- | --- | --- | --- |
| 1er                                 | 24 mars 2007 | Stade olympique du Guangdong, Canton, Chine                                                                                             | Match amical | 2-0 | Chine | 8e | inconnu | 1-0 | 5e |
| 2e                                  | 24 mai 2010 | Melbourne Cricket Ground, Melbourne, Australie                                                                                          | Match amical | 2-1 | Nouvelle-Zélande | 90+3e | du pied gauche | 2-1 | 30e |
| 3e                                  | 19 juin 2010 | Stade Royal Bafokeng, Rustenburg, Afrique du Sud                                                                                        | Groupe D de la Coupe du monde 2010 | 1-1 | Ghana | 11e | du pied gauche | 1-0 | 33e |
| 4e                                  | 23 juin 2010 | Stade Mbombela, Nelspruit, Afrique du Sud                                                                                               | Groupe D de la Coupe du monde 2010 | 2-1 | Serbie | 73e | du pied droit | 2-0 | 34e |
| 5e                                  | 7 septembre 2010 | Stade Henryk-Reyman, Cracovie, Pologne                                                                                                  | Match amical | 2-1 | Pologne | 13e | du pied droit | 1-0 | 37e |
| 6e                                  | 10 janvier 2011 | Stade Jassim-bin-Hamad, Doha, Qatar | Groupe C de la Coupe d'Asie des nations 2011                                                                                            | 4-0 | Inde | 45+2e | de la tête | 3-0 | 40e |
| 7e                                  | 11 octobre 2011 | Stadium Australia, Sydney, Australie | Groupe D des Éliminatoires de la Coupe du monde 2014                                                                                    | 3-0 | Oman | 7e | du pied droit | 1-0 | 51e |
| 8e                                  | 15 novembre 2011 | Stade Rajamangala, Bangkok, Thaïlande                                                                                                   | Groupe D des Éliminatoires de la Coupe du monde 2014                                                                                    | 1-0 | Thaïlande | 77e | de la tête | 1-0 | 53e |
| 9e                                  | 26 mars 2013 | Stadium Australia, Sydney, Australie | Groupe D des Éliminatoires de la Coupe du monde 2014                                                                                    | 2-2 | Oman | 85e | du pied droit | 2-2 | 59e |
| Total                               | 9 buts (4 du pied droit, 2 du pied gauche, 2 de la tête, et 1 inconnu) en 63 sélections entre le 22 février 2006 et le 7 septembre 2013 | 9 buts (4 du pied droit, 2 du pied gauche, 2 de la tête, et 1 inconnu) en 63 sélections entre le 22 février 2006 et le 7 septembre 2013 | 9 buts (4 du pied droit, 2 du pied gauche, 2 de la tête, et 1 inconnu) en 63 sélections entre le 22 février 2006 et le 7 septembre 2013 | 9 buts (4 du pied droit, 2 du pied gauche, 2 de la tête, et 1 inconnu) en 63 sélections entre le 22 février 2006 et le 7 septembre 2013 | 9 buts (4 du pied droit, 2 du pied gauche, 2 de la tête, et 1 inconnu) en 63 sélections entre le 22 février 2006 et le 7 septembre 2013 | 9 buts (4 du pied droit, 2 du pied gauche, 2 de la tête, et 1 inconnu) en 63 sélections entre le 22 février 2006 et le 7 septembre 2013 | 9 buts (4 du pied droit, 2 du pied gauche, 2 de la tête, et 1 inconnu) en 63 sélections entre le 22 février 2006 et le 7 septembre 2013 | 9 buts (4 du pied droit, 2 du pied gauche, 2 de la tête, et 1 inconnu) en 63 sélections entre le 22 février 2006 et le 7 septembre 2013 | 9 buts (4 du pied droit, 2 du pied gauche, 2 de la tête, et 1 inconnu) en 63 sélections entre le 22 février 2006 et le 7 septembre 2013 |

## Palmarès

### En club
- AZ Alkmaar
  - Champion des Pays-Bas en 2009
  - Vainqueur de la Supercoupe des Pays-Bas en 2009

- Al-Nasr
  - Vainqueur de la Coupe de la ligue émiratie en 2015
  - Vainqueur de la Coupe des Émirats arabes unis en 2015 (en)

### En sélection
- Équipe d'Australie des moins de 17 ans
  - Vainqueur du Championnat d'Océanie des moins de 17 ans en 2001

### Distinction individuelle
- Élu footballeur masculin de l'année par la Fédération d'Australie de football en 2012